# Òrfica
L'òrfica és un instrument cordòfon de la família del clavicordi, té les cordes disposades sobre una estructura amb forma de triangle. Fou inventada per Carl Leopold Röllig l'any 1795, inspirat en la lira d'Orfeu (i d'aquí el nom de l'instrument) i construïda principalment pel constructor de pianos Joseph Dohnal. Com una guitarra, l'òrfica es pot penjar a l'espatlla amb una corretja. Per l'aspecte, es podria dir que és la precursora del keytar modern.
Les òrfiques van ser utilitzades durant un període molt curt de temps i sobretot a Viena, entre els anys 1795 i 1810; avui dia només se'n conserven aproximadament 30 arreu del món, que es poden trobar als museus de Berlín, Christiania, Gorizia, Göttingen, Leipzig, Markneukirchen, Múnic, Nova York, Nuremberg, París, Viena i Barcelona.
Un model conegut més tard, no especificat com a òrfica, fou de Clara Wieck Schumann, qui va escriure en el seu diari el 18 setembre 1830 "D. 18. Tinc una òrfica, regal enviat pel Sr. Andreas Stein".

## Composicions per a òrfica
Entre els pocs compositors que van escriure per a òrfica destaca Ludwig van Beethoven. Segons una carta de l'amic de Beethoven, Franz  Gerhard Wegeler, del 23 de desembre de 1827, Wegeler va tenir 2 Stückchen für dau Orphica, dau Bhven für meine Frau componirte ("2 peces petites per a òrfica que Beethoven va compondre per la meva dona"). Això fa referència a les dues peces de 1798, WoO 51, que van ser titulades erròniament com a Leichte Klaviersonate.
També existeixen dues composicions per a òrfica sense data a càrrec de Johann Nepomuk Hummel.

## Galeria d'imatges

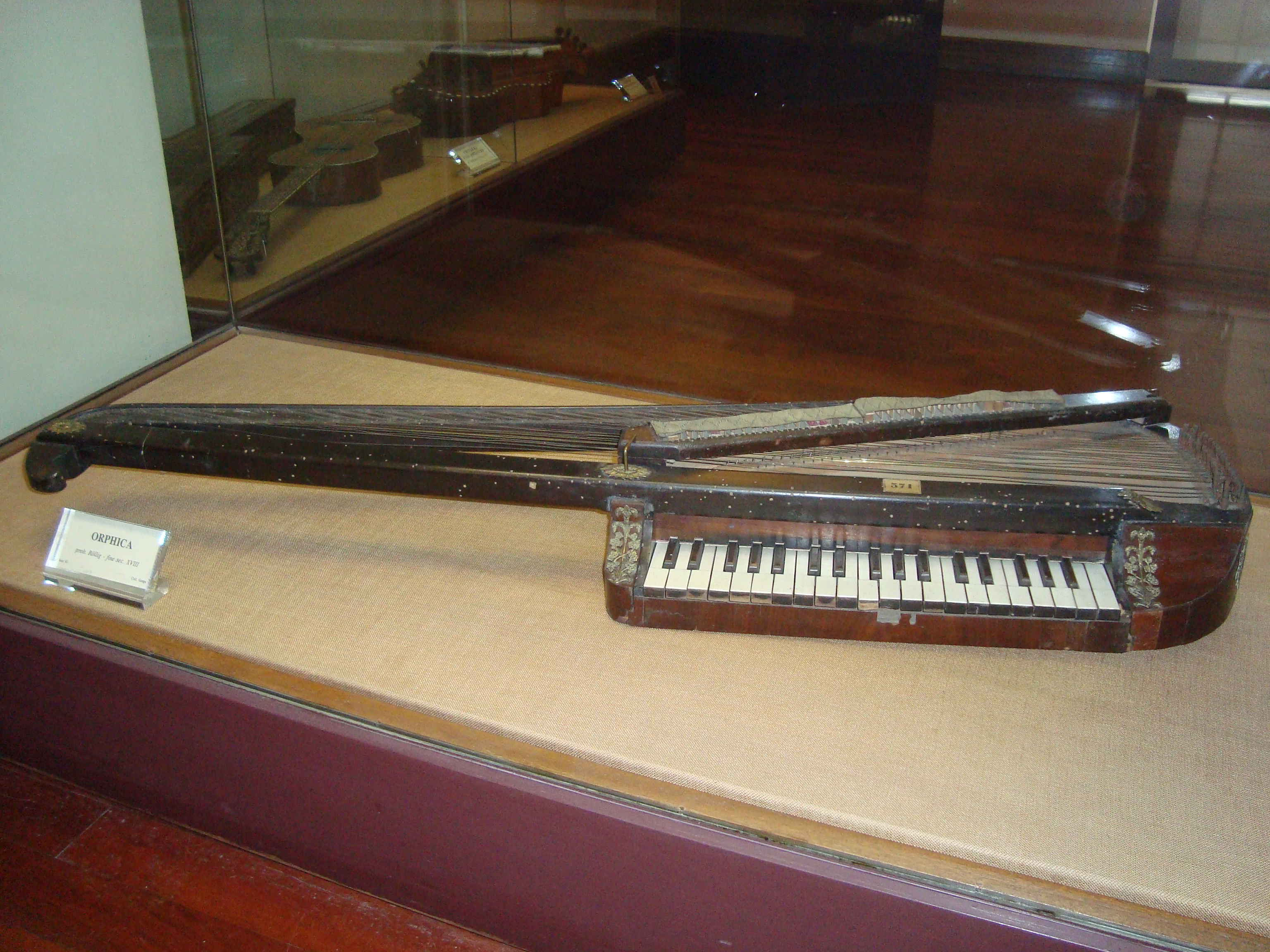
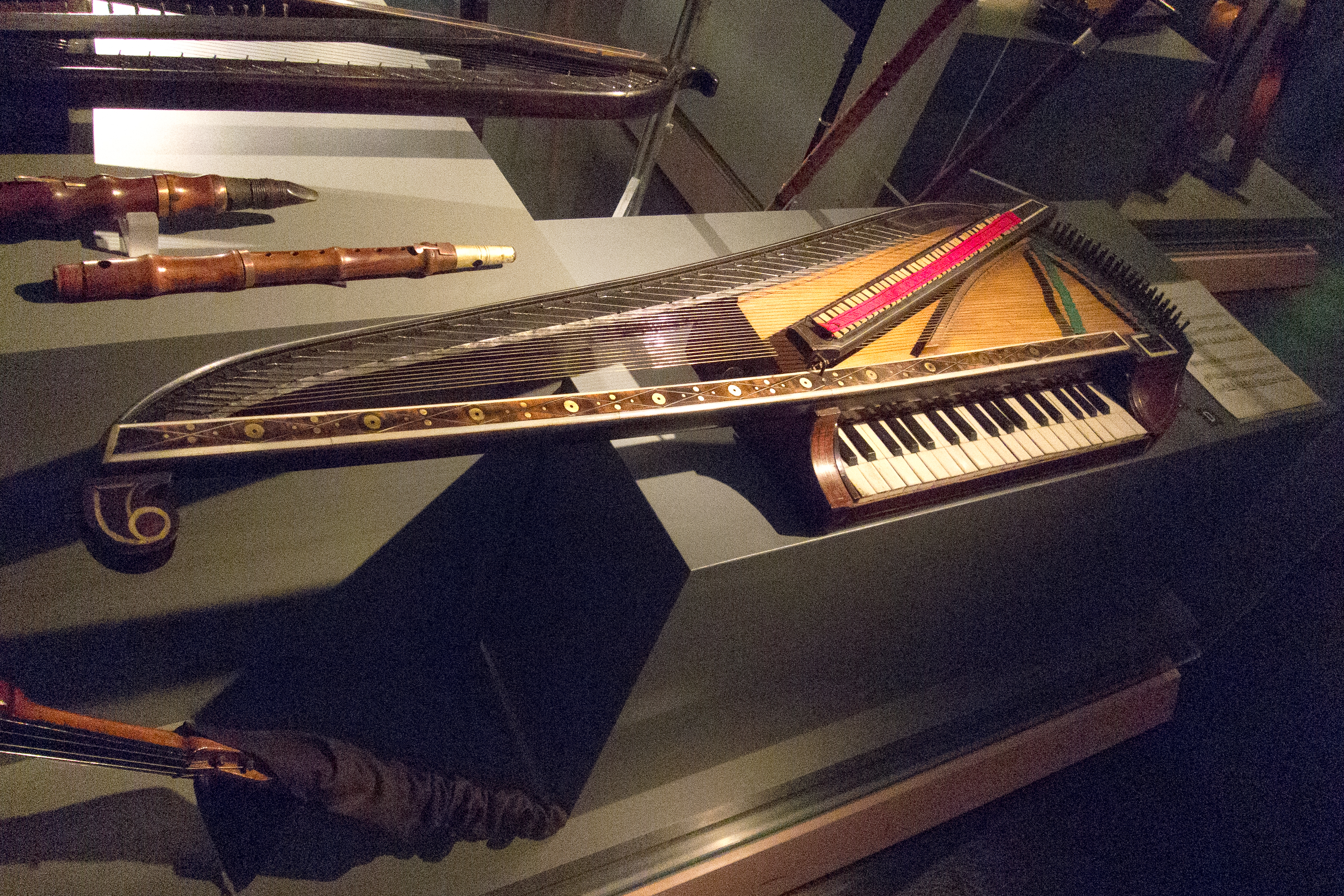
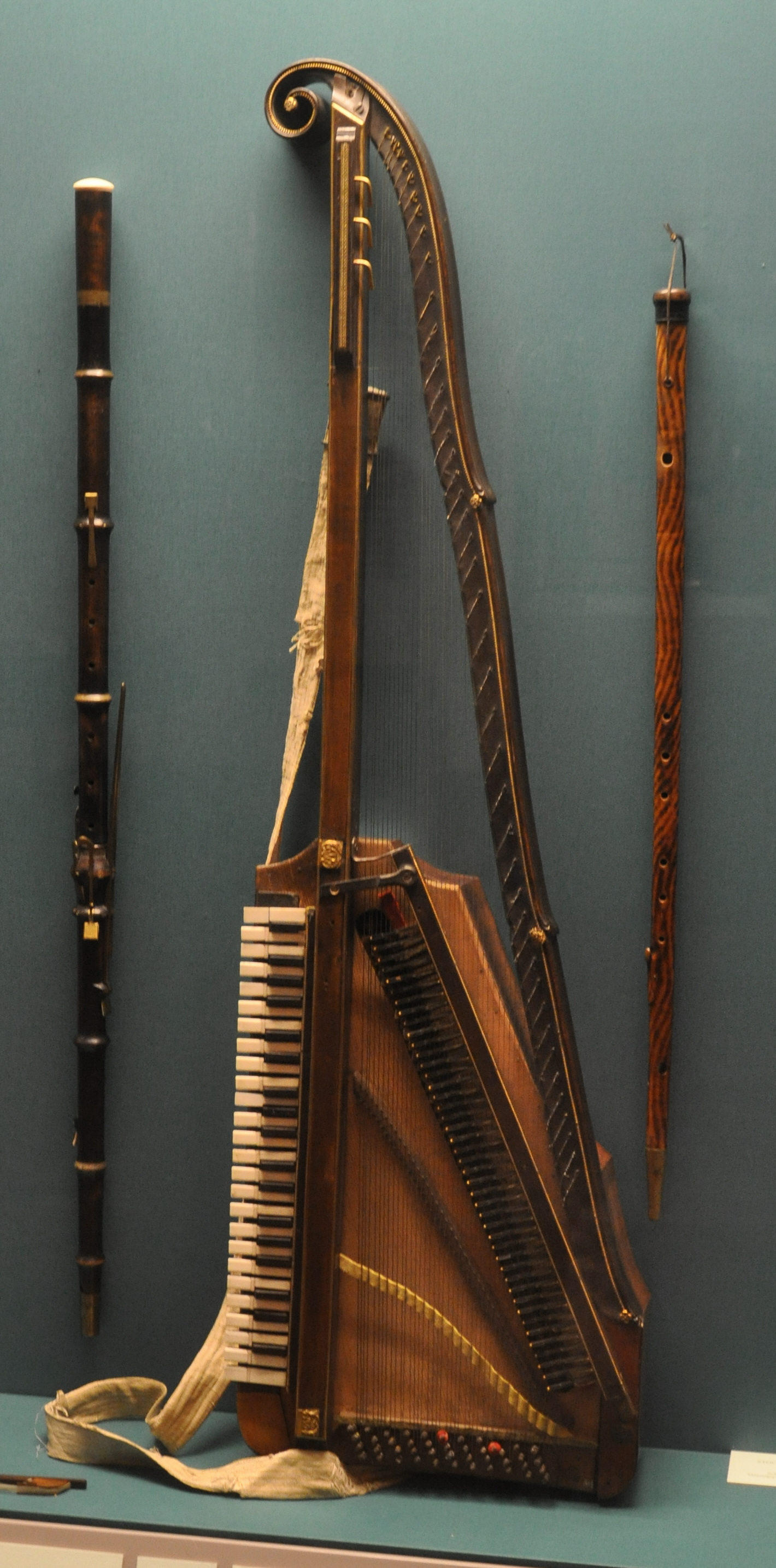
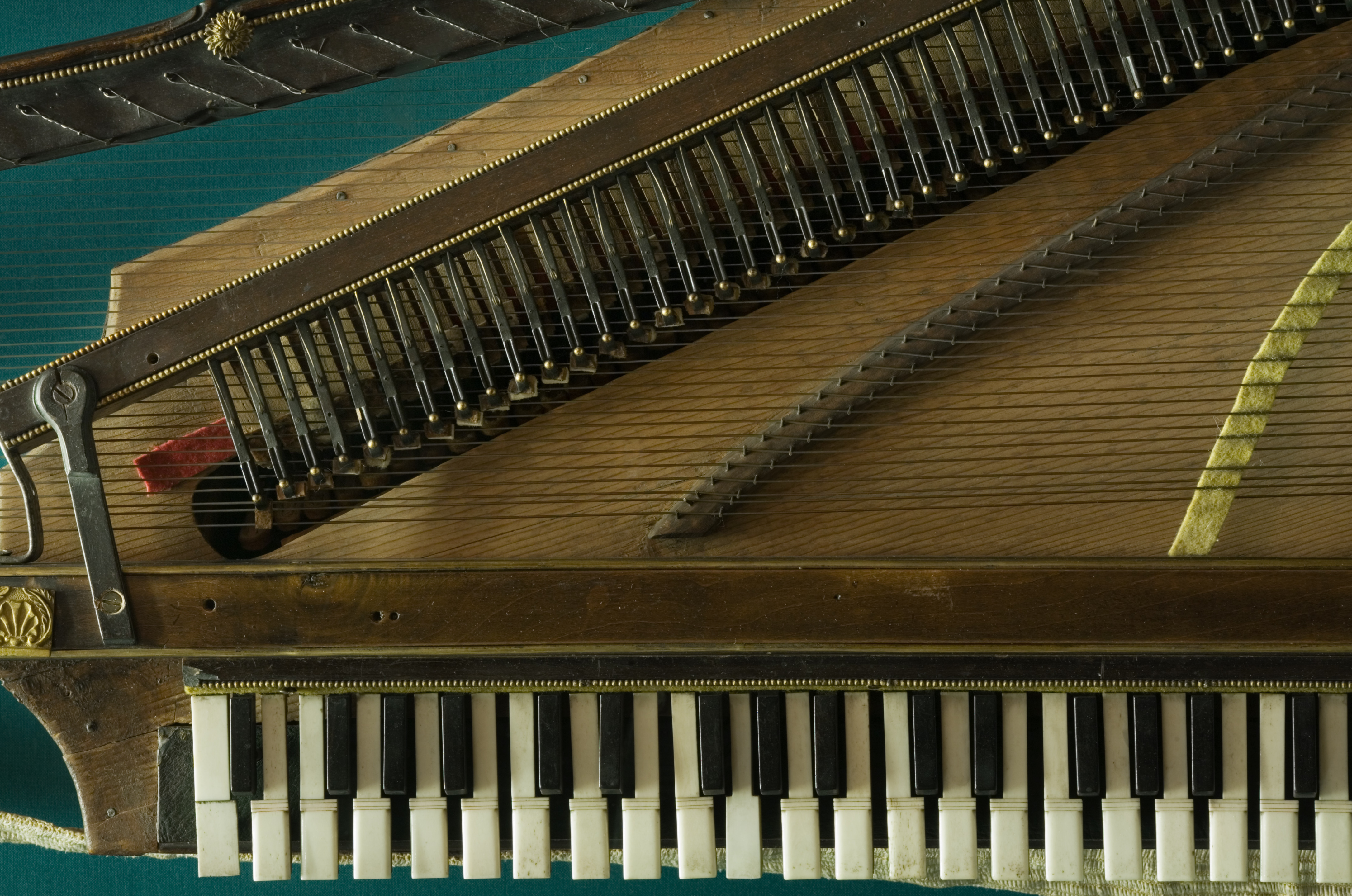